# Norgesmesterskapet 1928
La Norgesmesterskapet 1928 di calcio fu la 27ª edizione del torneo. La squadra vincitrice fu lo Ørn, che vinse la finale contro il Lyn Oslo con il punteggio di 2-1.

## Terzo turno
| Squadra 1      | Risultato | Squadra 2     |
| -------------- | --------- | ------------- |
| Aalesund       | 2 – 1     | National      |
| Sverre         | 1 - 2     | Brage         |
| Frigg          | 2 - 4     | Brann         |
| Djerv 1919     | 1 - 4     | Drafn         |
| Odd            | 4 – 1     | Drammens      |
| Start          | 0 - 5     | Fram Larvik   |
| Fredrikstad    | 11 – 0    | Strong        |
| Strømsgodset   | 1 – 0     | Fremad        |
| Skiold         | 2 - 3     | Kvik Halden   |
| Kvik           | 2 - 5     | Lyn Oslo      |
| Larvik Turn    | 2 – 0     | Sandefjord BK |
| Lisleby        | 2 – 1     | Selbak        |
| Gjøvik-Lyn     | 0 - 6     | Ørn           |
| Stavanger      | 2 - 3     | Urædd         |
| Vard Haugesund | 0 - 6     | Viking        |

## Quarto turno
| Squadra 1   | Risultato | Squadra 2    |
| ----------- | --------- | ------------ |
| Brann       | 4 – 0     | Aalesund     |
| Brage       | 2 - 4     | Sarpsborg    |
| Drafn       | 2 – 1     | Larvik Turn  |
| Urædd       | 3 – 1     | Fram Larvik  |
| Viking      | 1 - 2     | Fredrikstad  |
| Kvik Halden | 5 – 3     | Lisleby      |
| Odd         | 1 - 2     | Lyn Oslo     |
| Ørn         | 3 – 0     | Strømsgodset |

## Quarti di finale
| Squadra 1   | Risultato | Squadra 2 |
| ----------- | --------- | --------- |
| Sarpsborg   | 1 – 1     | Brann     |
| Ørn         | 2 – 1     | Drafn     |
| Fredrikstad | 3 – 1     | Urædd     |
| Kvik Halden | 0 - 1     | Lyn Oslo  |

### Ripetizione
| Squadra 1 | Risultato | Squadra 2 |
| --------- | --------- | --------- |
| Sarpsborg | 2 – 1     | Brann     |

## Semifinali
| Squadra 1 | Risultato | Squadra 2   |
| --------- | --------- | ----------- |
| Lyn Oslo  | 4 – 1     | Fredrikstad |
| Ørn       | 1 – 1     | Sarpsborg   |

### Ripetizione
| Squadra 1 | Risultato | Squadra 2 |
| --------- | --------- | --------- |
| Ørn       | 4 – 3     | Sarpsborg |

## Finale
| Arbitro: | Nilsen |

|                               |           |            |
| Fredriksen 1’ Thorstensen 53’ | Marcatori | 30’ Riberg |

### Formazioni
| Ørn (2-3-5) |  |                    |
|             |  |                    |
| POR         |  | Gunnar Jacobsen    |
| DIF         |  | Knut Ellingsrud    |
| DIF         |  | Ingar Pedersen     |
| CEN         |  | Yngvar Nustad      |
| CEN         |  | Kjell Halvorsen    |
| CEN         |  | Fritz Fritzon      |
| ATT         |  | Egil Jacobsen      |
| ATT         |  | Sverre Fredriksen  |
| ATT         |  | Gunnar Dahl        |
| ATT         |  | Oscar Thorstensen  |
| ATT         |  | Gudmund Fredriksen |

| Lyn Oslo (2-3-5) |  |                     |
|                  |  |                     |
| POR              |  | Einar Nielsen       |
| DIF              |  | Niels Onstad        |
| DIF              |  | Per Skou            |
| CEN              |  | Gunnar Røvig        |
| CEN              |  | Egil Gram Tennefoss |
| CEN              |  | Franz Josef Dahl    |
| ATT              |  | Fridtjof Resberg    |
| ATT              |  | Arne Riberg         |
| ATT              |  | Jørgen Juve         |
| ATT              |  | Svein Johannessen   |
| ATT              |  | Erik Horn           |